# بيتر سامسون
بيتر سامسون (بالإنجليزية: Peter Samson)‏ هو مهندس وعالم حاسوب أمريكي، ولد في 1941 في فيتشبورغ في الولايات المتحدة.